# Neurofibromatosi di tipo 1

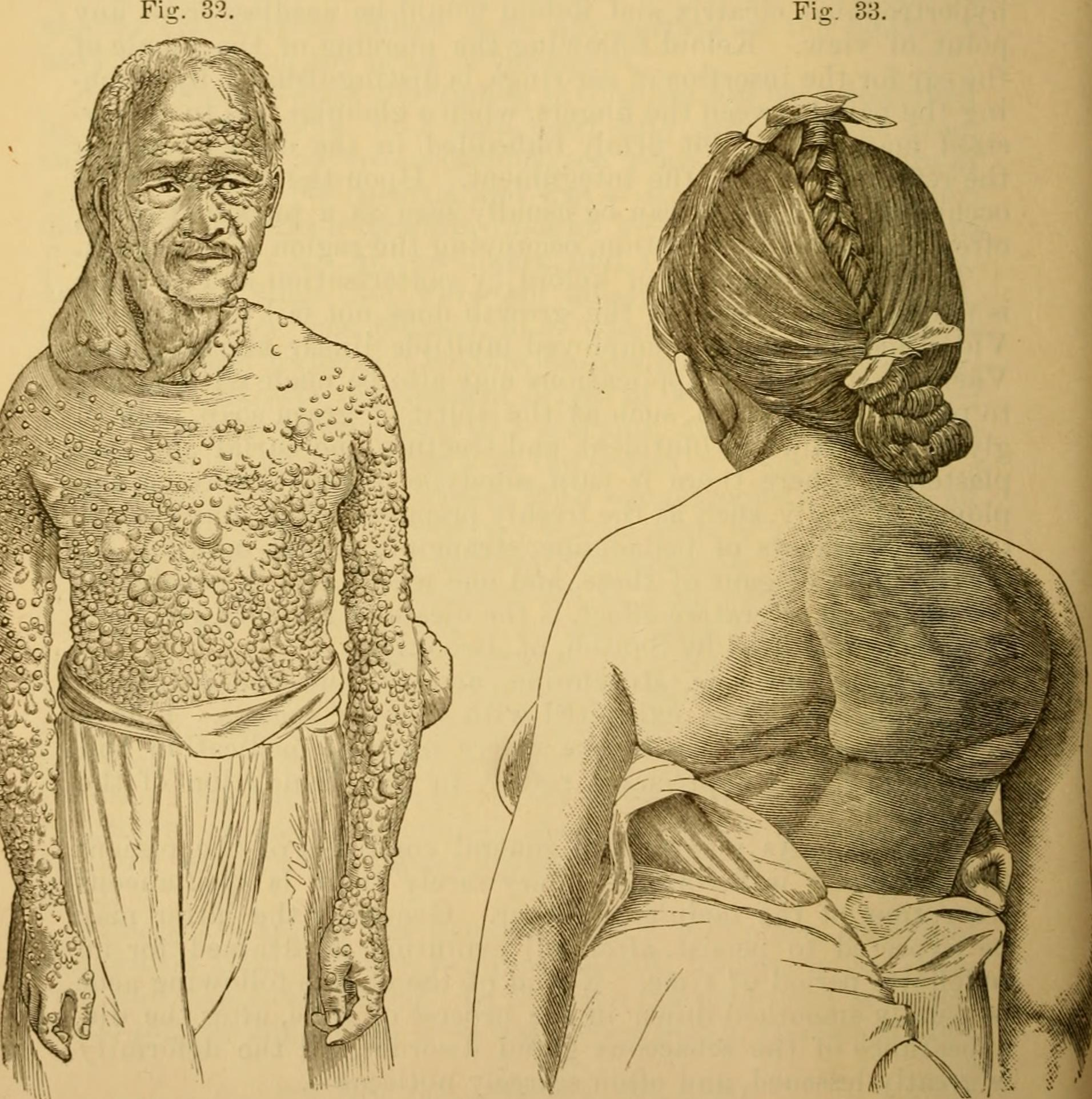
Illustrazione della neurofibromatosi

La neurofibromatosi di tipo 1 (NF1) o malattia di von Recklinghausen (dal patologo tedesco Friedrich Daniel von Recklinghausen) è una malattia genetica autosomica dominante. È un complesso disordine multi-sistemico causato dalla mutazione di un gene sul cromosoma 17 q11.2 che è responsabile della produzione di una proteina chiamata neurofibromina 1 che è necessaria per la normale funzione in molti tipi di cellule umane e che inibisce l'oncoproteina p21 RAS, cosa che la fa appartenere alla famiglia dei geni oncosoppressori. La NF-1 provoca tumori lungo il sistema nervoso che possono crescere in qualsiasi parte del corpo. NF-1 è uno dei disturbi genetici più comuni con simile distribuzione etnica e sessuale. La NF-1 è un disturbo autosomico dominante che significa che la mutazione o la delezione di una copia (o allele) del gene NF-1 è sufficiente per lo sviluppo della patologia, sebbene la presentazione sia estremamente varia.
La NF-1 è una sindrome dello sviluppo causata da mutazioni germinali nel neurofibromina 1, un gene che è coinvolto nel pathway di RAS. A causa della sua rarità e del fatto che la diagnosi genetica è stata utilizzata solo negli ultimi anni, in passato la NF-1 è stata in alcuni casi confusa con la sindrome di Legius (con caratteristiche comuni alla sindrome di Noonan), un'altra sindrome con sintomi vagamente simili, comprese le macchie caffè latte.
La NF-1 è una malattia specifica dell'età; la maggior parte dei segni di NF-1 sono visibili dopo la nascita (durante l'infanzia), ma molti sintomi di NF-1 si verificano col crescere del bambino o coi cambiamenti ormonali. La gravità delle manifestazioni NF-1 variano ampiamente e non si sa molto su ciò che provoca un caso più grave o meno grave. Anche all'interno della stessa famiglia (poiché esiste una probabilità del 50% che un genitore trasmetta le proprie condizioni alla propria prole), i livelli di gravità possono variare enormemente. Tuttavia, il 60% delle persone con NF-1 ha casi lievi, con pochi sintomi che hanno scarsi effetti sulla vita di tutti i giorni. Il 20% dei pazienti con NF-1 ha manifestazioni moderate che hanno poco più che effetti cosmetici. L'altro 20% ha casi gravi con diversi sintomi che influenzano la qualità della vita della persona. Anche in quest'ultimo gruppo, i sintomi sono raramente pericolosi per la vita.

## Epidemiologia

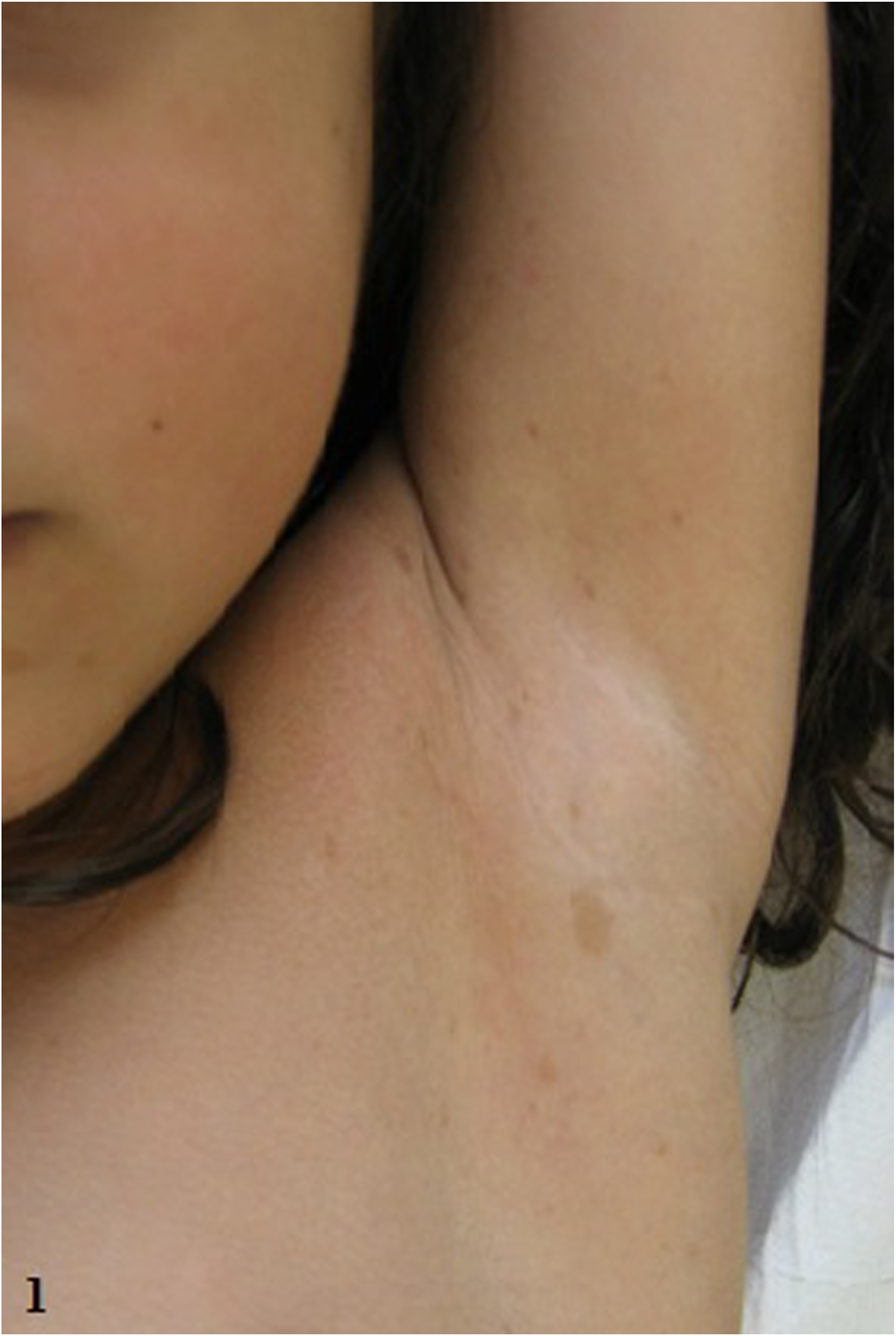
Chiazze dovute a neurofibromatosi

Nel 2015 si contavano almeno 100.000 persone negli Stati Uniti e circa 15.000 persone nel Regno Unito a cui è stata diagnosticata la NF. I sintomi comuni di NF-1 includono macchie rosso-brunastre nella parte colorata dell'occhio chiamate noduli di Lisch, tumori benigni della pelle chiamati neurofibromi e tumori benigni più grandi di nervi chiamati neurofibromi plessiformi, scoliosi (curvatura della colonna vertebrale), difficoltà di apprendimento, visione disturbi, disabilità mentali, molteplici punti da caffelatte ed epilessia. Gli individui affetti da NF-1 hanno anche un tasso molto più alto di cancro e malattie cardiovascolari rispetto alla popolazione in generale.
Si tratta di una malattia a incidenza abbastanza frequente (1 affetto ogni 3.000 individui). Importante è la familiarità in quanto almeno il 50% degli affetti ha una storia familiare di neurofibromatosi 1 documentata; nella restante parte dei casi si tratta di nuove mutazioni.

## Quadro clinico

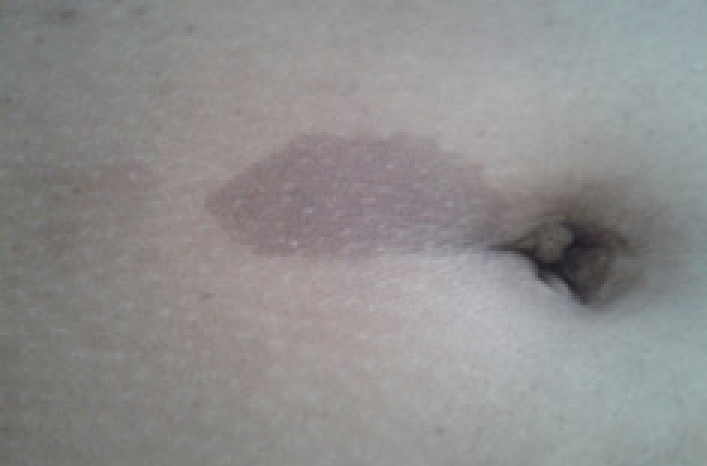
Macchia caffellatte dovuta a neurofibromatosi di tipo 1

La malattia appartiene al gruppo delle facomatosi ed è caratterizzata da diverse manifestazioni a livello cutaneo, oculare e nervoso. Per quanto riguarda le alterazioni della cute, sin dalla nascita possono essere presenti macchie di color caffellatte in numero maggiore o uguale a sei. Nel bambino di età inferiore a 6 anni hanno diametro superiore a 0,5 cm, mentre nel bambino di età superiore a 6 anni hanno diametro maggiore di 1,5 cm. Altre lesioni cutanee presenti dalla nascita sono i neurofibromi plessiformi che originano dal palmo delle mani e dei piedi e danno fastidio durante la deambulazione.
Di seguito è riportato un elenco di condizioni e complicanze associate a NF-1 e, ove disponibili, fascia di età di insorgenza e sviluppo progressivo, percentuale di occorrenza della popolazione NF-1, metodo di diagnosi precoce, trattamenti e specialità mediche correlate .La progressione della condizione è approssimativamente la seguente:
- Disturbi muscoloscheletrici congeniti possono o meno essere presenti
- Condizioni cutanee possono essere osservate nella prima infanzia
- Piccoli tumori possono insorgere nella retina che può portare alla cecità. Inoltre, i noduli di Lisch possono crescere sull'iride, ma sono innocui.
- Le difficoltà di apprendimento possono insorgere nei bambini in età prescolare
- Possono verificarsi neurofibromi e talvolta possono causare molte condizioni neurologiche dipendenti e deturpazioni cutanee e scheletriche.
- Depressione e ansia sociale possono verificarsi a causa di disabilità causate dalla condizione
- I neurofibromi possono, nell'8-13% dei casi, passare al cancro, che può essere fatale

### Disturbi neuro-muscolari
Le anomalie muscoloscheletriche che colpiscono il cranio includono displasia sfenoidale dell'osso, idrocefalo congenito e danno neurologico associato. Queste anomalie non sono progressive e possono essere diagnosticate nel feto o alla nascita.
I disturbi che colpiscono la colonna vertebrale includono:
- In NF-1, può esserci un'anomalia generalizzata dei tessuti molli nel feto, che viene definita displasia mesodermica, con conseguente sviluppo delle strutture scheletriche.
- Meningoceli e formazione di diverticoli cistici della dura della colonna vertebrale, non correlata alla spina bifida
- Dal punto di vista radiografico, l'ectasia durale può portare a capesante dei corpi vertebrali posteriori e alla formazione di diverticoli cistici della dura della colonna vertebrale (chiamati meningoceli. Questo meningocele non è correlato alla spina bifida).
- La scoliosi focale e / o la cifosi sono le manifestazioni scheletriche più comuni di NF-1, che si verificano nel 20% dei pazienti affetti. Circa il 25% dei pazienti richiederà un intervento chirurgico correttivo.

#### Debolezza muscolare scheletrica e deficit di controllo motorio
I deficit nella funzione motoria nell'NF-1 sono stati a lungo riconosciuti e sono stati storicamente attribuiti alla disfunzione nervosa. Negli ultimi anni, tuttavia, gli studi suggeriscono che NF-1 è associato a un problema primario nella funzione muscolare (miopatia).
I risultati clinici nelle persone con NF-1 includono:
- Ridotta dimensione del muscolo scheletrico
- Capacità di esercizio ridotta
- Debolezza muscolare (lo studio più recente riporta una riduzione della forza muscolare degli arti superiori e inferiori del 30-50% nei bambini con NF-1 rispetto ai controlli corrispondenti).[7]

Gli studi condotti su topi geneticamente modificati hanno finora confermato che il gene NF1 è vitale per il normale sviluppo e metabolismo muscolare. Il knockout del gene NF1 nei muscoli provoca un metabolismo lipidico deregolamentato e debolezza muscolare.
La NF-1 è una malattia della famiglia di malattie legate a una disfunzione della proteina RAS, che comprende la sindrome di Costello, la sindrome di Noonan e la sindrome cardiofaciocutanea. Le RASopatie presentano anche debolezza muscolare scheletrica. È probabile che la compromissione della funzione muscolare in questi disturbi sia collegata alla segnalazione alterata di Ras / MAPK, tuttavia, i meccanismi molecolari precisi rimangono sconosciuti.

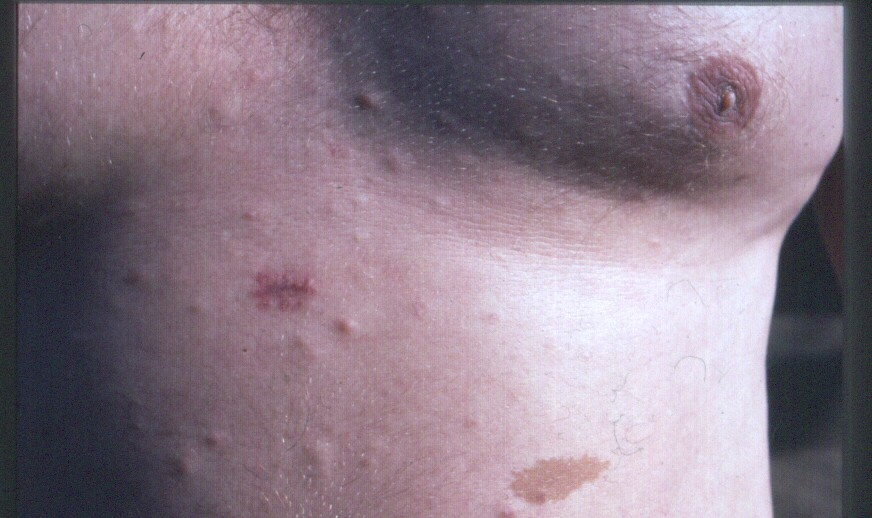
Paziente con neurofibromi cutanei piccoli multipli e uno spot caffè latte (a destra).

### Disturbi cutanei

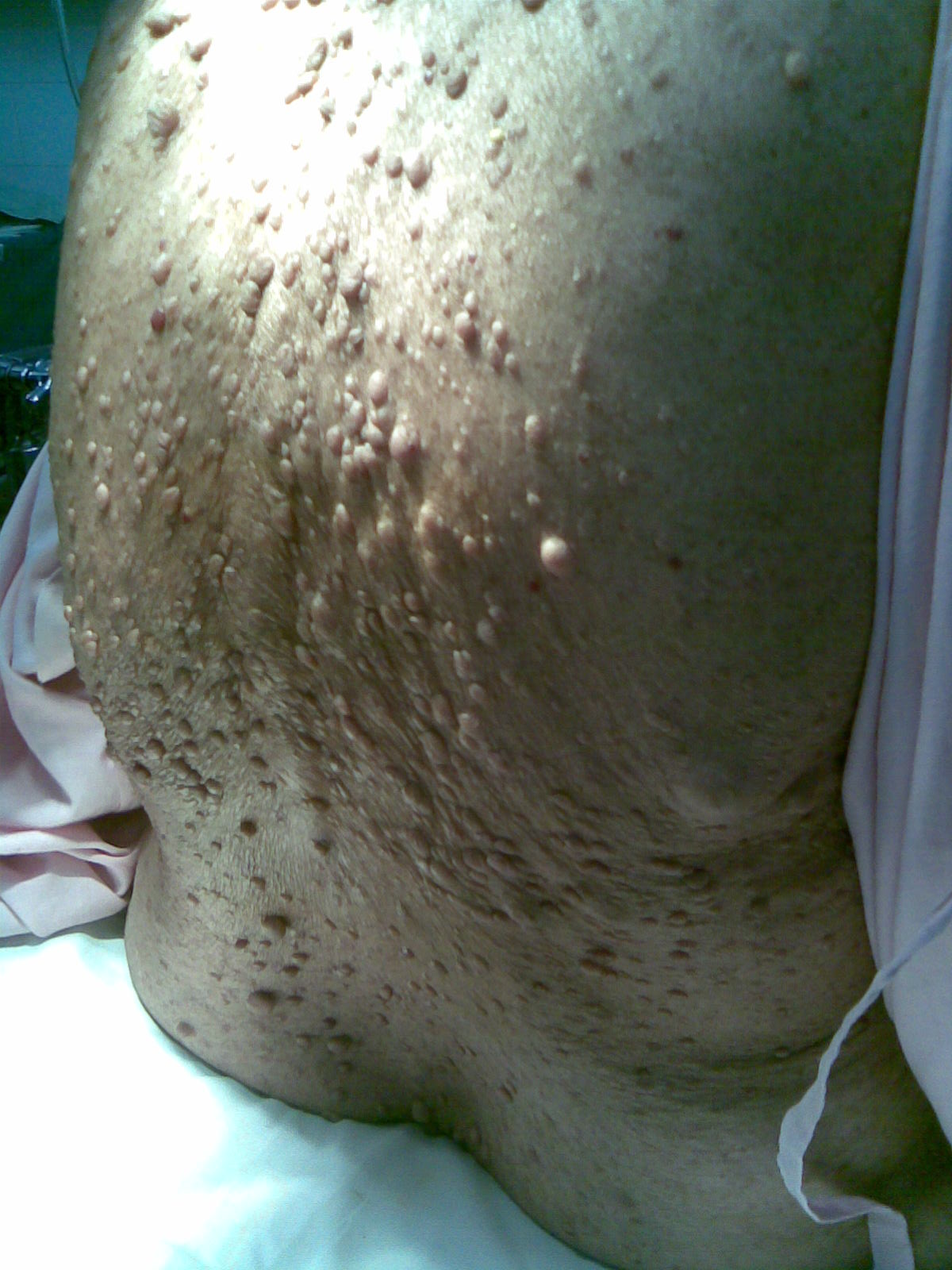
Schiena di una donna anziana con neurofibromatosi

Un elenco dei disturbi cutanei nella NF1:
- Le lesioni piatte della pelle pigmentate chiamate macchie caffè latte sono lesioni iper pigmentate, che possono variare di colore dal marrone chiaro al marrone scuro. I bordi possono essere lisci o irregolari. Questi punti possono crescere dalla nascita e possono continuare a crescere per tutta la vita della persona. Possono aumentare di dimensioni e numeri durante la pubertà e durante le gravidanze.
- Lentiggini delle ascelle o delle regioni inguinali.
- Neurofibroma cutaneo, manifestato come una protuberanza singola o multipla, gommosa di varie dimensioni sulla pelle di una persona. L'età di esordio è la pubertà. Progressivo in numero e dimensioni. Non maligno. Può essere trattato con laser a CO₂ o mediante rimozione da un chirurgo plastico specializzato in NF1. Dopo i 6 anni compaiono lentiggini in zone non fotoesposte e a partire dal secondo decennio compaiono i neurofibromi benigni in numero maggiore o uguale a due.[10]

Numerose malattie / sindromi del corpo umano possono essere associate allo sviluppo di macchie color caffè-latte: Atassia-telangiectasia, Sindrome di Bloom, Anemia di Fanconi, malattia di Gaucher, Sindrome di Marfan, Sindrome di McCune-Albright, MEN1, Sindrome di Legius (sindrome neurofibromatosi di tipo simil-1), Sindrome di Noonan, Sindrome di Peutz –Jeghers, Sindrome di Silver-Russell, Sclerosi tuberosa e Sindrome di von Hippel-Lindau.

### Manifestazioni oculari
Dal punto di vista delle manifestazioni oculari, i pazienti possono presentare gliomi del nervo ottico (stazionari, non evolvono e talvolta regrediscono spontaneamente) e amartomi dell'iride detti noduli di Lisch in numero maggiore o uguale a due. Per quanto riguarda le alterazioni neurologiche, si possono riscontrare disturbi del linguaggio.

### Cancro
Il cancro può insorgere sotto forma di tumore maligno della guaina del nervo periferico derivante dalla degenerazione maligna di un neurofibroma plessiforme. Un neurofibroma plessiforme ha un rischio di degenerazione dell'8-12% di trasformazione in un tumore maligno. La diagnosi è effettuata tramite MRI e il trattamento principale è la chirurgia e la radioterapia.

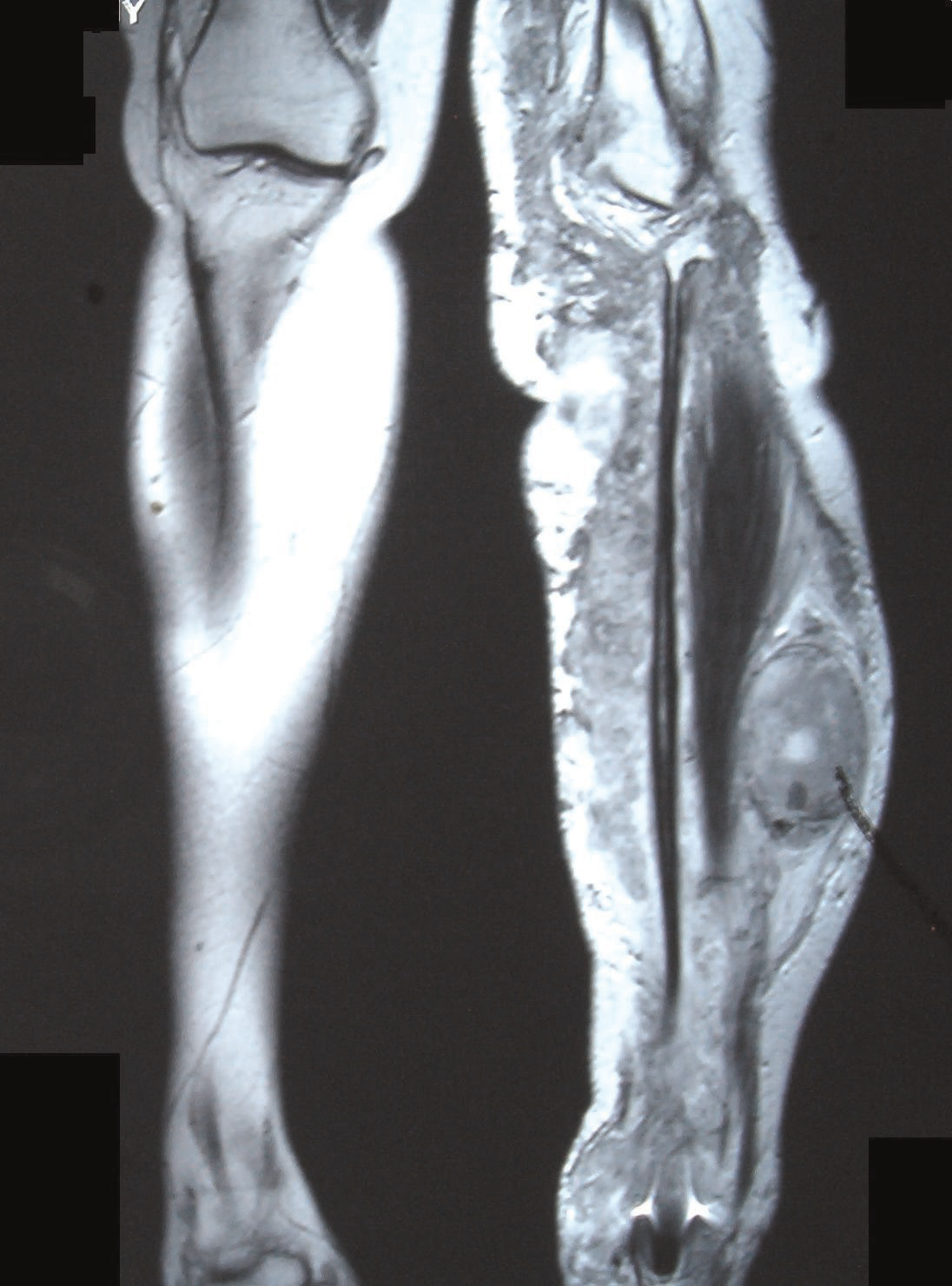
Immagine della Risonanza magnetica che mostra il sito del tumore nella tibia sinistra

Il tumore maligno della guaina del nervo era la principale causa di morte (60%) in uno studio su 1895 pazienti con NF-1 dalla Francia nel periodo 1980–2006 indicava un eccesso di mortalità nei pazienti NF-1 rispetto alla popolazione generale. La causa della morte era disponibile per 58 pazienti (86,6%). Lo studio ha rilevato che l'eccesso di mortalità si è verificato tra i pazienti di età compresa tra 10 e 40 anni. Significativa mortalità in eccesso è stata riscontrata sia nei maschi che nelle femmine.
Possono essere presenti anche altre alterazioni: nel 30-50% dei casi si hanno alterazioni delle ossa e, inoltre, i pazienti con neurofibromatosi hanno un rischio di sviluppare tumori da 3 a 4 volte maggiore, in particolare tumore di Wilms, rabdomiosarcomi, meningiomi, gliomi del nervo ottico e feocromocitomi.

### Disabilità cognitiva e dell'apprendimento
La complicazione più comune nei pazienti con NF-1 è la disabilità cognitiva e dell'apprendimento. Questi problemi cognitivi hanno dimostrato di essere presenti in circa il 90% dei bambini con NF-1 e hanno effetti significativi sulla loro istruzione e sulla vita di tutti i giorni.Questi problemi cognitivi hanno dimostrato di essere stabili nell'età adulta e non peggiorano diversamente da altri sintomi fisici dell'NF-1. I problemi cognitivi più comuni riguardano la percezione, il funzionamento esecutivo e l'attenzione. I disturbi includono:
- Circa il 42% dei bambini con NF-1 presenta sintomi di autismo, col 36,78% dei quali casi gravi, il 33,33% casi da lievi a moderati e il 29,89% con entrambi sintomi di autismo e ADHD.[18]
- È stato dimostrato che il disturbo da deficit di attenzione e iperattività è presente in circa il 40% dei bambini con NF-1.[19]
- Ritardi nel linguaggio e nella lingua sono stati identificati anche in circa il 68% dei bambini in età prescolare con NF1.[20]
- I deficit motori sono comuni. I deficit motori dovuti a NF-1 probabilmente non sono cerebellari.[21]

#### Deficit spaziale
La lovastatina, normalmente utilizzata per trattare l'ipercolesterolemia, è attualmente nella fase uno della sperimentazione clinica (NCT00352599). Questo farmaco ha dimostrato di invertire i deficit spaziali nei topi.  La simvastatina, un farmaco simile alla lovastatina, non ha mostrato benefici sulla funzione cognitiva o sul comportamento in due studi randomizzati e controllati su bambini con NF1.

### Pubertà e altezza
I bambini con diagnosi di NF-1 possono manifestare pubertà ritardata o precoce. Studi recenti hanno correlato la pubertà precoce in soggetti con NF-1 con la presenza di tumori della via ottica. Inoltre, è stato dimostrato che le altezze dei bambini affetti da NF-1 aumentano normalmente fino alla pubertà, dopodiché gli aumenti di altezza diminuiscono rispetto alle controparti sane; questo alla fine provoca una statura ridotta negli individui con NF-1.

### Disturbi psichiatrici
Bambini e adulti con NF-1 possono sperimentare problemi sociali, di attenzione, ansia sociale, depressione, astinenza, problemi di pensiero, disturbi somatici, difficoltà di apprendimento e comportamento aggressivo. I trattamenti comprendono psicoterapia, antidepressivi e terapia cognitivo-comportamentale.

### Disturbi del Sistema Nervoso
Il coinvolgimento neurologico primario nell'NF-1 è del sistema nervoso periferico e secondariamente del sistema nervoso centrale. La Schwannomatosi è una rara condizione definita dalla presenza di più tumori benigni dei nervi che sono spesso molto dolorosi. Oltre al dolore, la debolezza è un problema comune. I sintomi di solito iniziano nei giovani o nella metà degli adulti.

#### Neuropatia periferica
Un neurofibroma è una lesione del sistema nervoso periferico. Il suo lignaggio cellulare è incerto e può derivare da cellule di Schwann, altre linee cellulari perineurali o fibroblasti. I neurofibromi possono insorgere sporadicamente o in associazione con NF-1. Un neurofibroma può insorgere in qualsiasi punto lungo un nervo periferico. Numerosi farmaci sono stati studiati per trattare questa condizione.
Le condizioni del neurofibroma sono progressive e includono:
- Neurofibroma plessiforme: spesso congenito. Le lesioni sono composte da fogli di tessuto neurofibromato che possono infiltrarsi e contenere i nervi principali, i vasi sanguigni e altre strutture vitali. Queste lesioni sono difficili e talvolta impossibili da resecare regolarmente senza causare danni significativi ai nervi e ai tessuti circostanti. Tuttavia, un intervento precoce può essere utile: uno studio del 2004 in Germania ha concluso che "Un intervento chirurgico precoce di piccoli PNF superficiali non è complicato, senza oneri anche per i giovani e consente la resezione totale dei tumori. Può essere considerata una strategia preventiva per sfregi successivi e deficit funzionali ".[26][27]

- Neurofibroma solitario, che colpisce l'8-12% dei pazienti con NF-1. Ciò si verifica in un tronco nervoso profondo. La diagnosi è effettuata mediante imaging a sezione trasversale (ad es. Tomografia computerizzata o risonanza magnetica) come ingrandimento fusiforme di un nervo.

- Schwannomi, tumori periferici della guaina nervosa che si osservano con maggiore frequenza nella NF-1. La principale distinzione tra uno schwannoma e un neurofibroma solitario è che uno schwannoma può essere resecato risparmiando il nervo sottostante, mentre la resezione di un neurofibroma richiede il sacrificio del nervo sottostante.

- Neurofibroma della radice nervosa.

- Le ossa, in particolare le costole, possono sviluppare erosioni croniche (fosse) dalla pressione costante del neurofibroma adiacente o dello Schwannoma. Allo stesso modo, il forame neurale della colonna vertebrale può essere ampliato a causa della presenza di un neurofibroma o schwannoma della radice nervosa. Potrebbe essere necessario un intervento chirurgico quando i tumori correlati a NF-1 comprimono organi o altre strutture.

Nel caso in cui i neurofibromi crescano all'interno del tubo digerente, si può avere ostruzione intestinale ed emorragia. L'Ipertensione è causata da stenosi dell'arteria renale dovuto alla NF1.

#### Malattia del sistema nervoso centrale

##### Epilessia
Sono stati segnalati attacchi epilettici fino al 7% dei pazienti con NF-1. La diagnosi è effettuata mediante elettroencefalografo, imaging a risonanza magnetica, scansione tomografica calcolata, TC ad emissione di singolo fotone e scansione tomografica ad emissione di positroni. La causa maggiormente accreditata è data da tumori cerebrali, malformazione corticale e sclerosi temporale mesiale. La terapia è farmacologica (suscettibile nel 57%).

##### Ectasia durale
All'interno del sistema nervoso centrale, l'NF-1 si manifesta come una debolezza della dura madre. La debolezza della dura madre porta a focale ectasia durale a causa dell'esposizione cronica alle pressioni della pulsazione del liquido cerebrospinale. È stato dimostrato che l'ectasia durale si verifica vicino a neurofibromi plessiformi che possono essere infiltrativi portando a un indebolimento della dura.
L'acetazolamide ha mostrato risultati promettenti come trattamento per questa condizione e in pochissimi casi l'ectasia durale richiede un intervento chirurgico.

## Diagnosi

### Test prenatali
I test prenatali possono essere utilizzati per identificare l'esistenza di NF-1 nel feto. Per gli embrioni prodotti tramite fecondazione in vitro, è possibile tramite diagnosi genetica preimpianto effettuare lo screening per NF-1.La presenza di NF-1 può essere identificata mediante test prenatali, ma è impossibile determinare la gravità con cui verrà espressa la condizione.
Le persone con NF-1 hanno una probabilità del 50% di trasmettere il disturbo ai propri figli, ma i genitori possono avere un bambino con NF-1 per via di una mutazione de novo spontanea nei geni durante la gravidanza.

### Test postnatale
Il National Institutes of Health (NIH) ha creato criteri specifici per la diagnosi di NF-1. Due di queste sette "Caratteristiche cliniche cardinali" sono necessarie per una diagnosi positiva.Esiste un diagramma di flusso pratico per distinguere tra NF1, NF2 e schwannomatosi.
Alcuni criteri che possono indirizzare al test genetico sono:
- Sei o più macchie caffè latte di diametro maggiore di 5 mm negli individui pre-puberali e di diametro maggiore di 15 mm negli individui post-puberali. Si noti che più macchie caffèlatte da sole non sono una diagnosi definitiva di NF-1, poiché questi punti possono essere causati da una serie di altre condizioni.
- Due o più neurofibromi di qualsiasi tipo o 1 neurofibroma plessiforme
- Lentiggini nelle regioni ascellari (segno di Crowe) o inguinali
- Glioma ottico
- Due o più noduli di Lisch (amartomi d'iris pigmentati)
- Una lesione ossea distintiva come displasia sfenoidale o assottigliamento della corteccia ossea lunga con o senza pseudoartrosi.
- Un parente di primo grado (genitore, fratello o progenie) con NF-1 secondo i criteri di cui sopra.

## Trattamento
Non esiste una cura per il disturbo stesso. Invece, le persone con neurofibromatosi sono seguite da un team di specialisti per gestire sintomi o complicanze della patologia.